# Нотр-Дам-де-Коммье
Нотр-Дам-де-Коммье (фр. Notre-Dame-de-Commiers) — коммуна во Франции, находится в регионе Рона — Альпы. Департамент коммуны — Изер. Входит в состав кантона Пон-де-Кле. Округ коммуны — Гренобль.
Код INSEE коммуны — 38277. Население коммуны на 2012 год составляло 460 человек. Населённый пункт находится на высоте от 317 до 1323 метров над уровнем моря. Муниципалитет расположен на расстоянии около 490 км юго-восточнее Парижа, 100 км юго-восточнее Лиона, 32 км юго-западнее Гренобля. Мэр коммуны — Patrick Marron, мандат действует на протяжении 2014—2020 годов.
Динамика населения (INSEE):